# 伊勢市立豊浜西小学校
伊勢市立豊浜西小学校（いせしりつとよはまにししょうがっこう）は、三重県伊勢市西豊浜町にある公立小学校。

## 概要
- 校地面積：9,710m2
- 構成
  - 校舎：3階建、面積 2,805m2
  - 運動場：面積 4,700m2
  - 体育館：面積 680m2
  - プール

## 沿革
- 1875年（明治8年）12月 - 学制に基づき、各字に寺子屋を仮校舎として授業を開始する。
- 1882年（明治15年）9月 - 上・森区が合併して勤成小学校を設置する。
- 1882年（明治15年）9月 - 磯・小川・植山区と合併する。
- 1901年（明治34年）4月 - 鼎里小学校と合併し、豊濱尋常小学校となる。
- 1930年（昭和5年）10月 - 東・西二校に分離し、豊濱西尋常高等小学校となる。
- 1931年（昭和6年）4月 - 第3棟が磯地区より移転する。
- 1941年（昭和16年）4月 - 国民学校令の施行に伴い、豊濱村西国民学校と改称する。
- 1947年（昭和22年）4月 - 学校教育法の施行に伴い、豊浜立豊浜西小学校と改称する。
- 1955年（昭和30年）1月 - 豊浜村が伊勢市に編入されたのに伴い、伊勢市立豊浜西小学校と改称する。
- 1955年（昭和30年）2月 - 講堂を設置する。
- 1976年（昭和51年）3月 - 防音校舎が完成する。
- 1981年（昭和56年）4月 - 体育館が完成する。
- 1989年（平成元年）9月 - プールが完成する。
- 1996年（平成8年）4月 - 障害児学級（まこころ）を新設する。
- 2005年（平成17年）4月 - 3学期制から2学期制に移行する。

## 周辺
- 伊勢市立豊浜幼稚園
- 社会福祉法人豊浜西福祉会 豊浜西保育所

## 交通アクセス
- 国道23号線 西豊浜町インターチェンジから約800m
- 近鉄山田線 小俣駅より約1.8km、徒歩約22分
- 三重交通バス 伊勢市駅・宇治山田駅より「有滝」行き乗車、「野依」バス停下車、徒歩約4分